# Leibo
Leibo är ett härad i Liangshan, en autonom prefektur för yi-folket i Sichuan-provinsen i sydvästra Kina.